# Aussichtsturm Mont Renaud
Der Aussichtsturm Mont Renaud befindet sich in der Gemeinde Boncourt im Kanton Jura.

## Entstehung
2001 wurde der Aussichtsturm erstellt. 

## Situation
Der in Stahl-/Holzkonstruktion erstellte Turm ist ca. 15 Meter hoch. 60 Treppenstufen führen zur Aussichtsplattform in 12 Meter Höhe.
Von der Plattform aus bietet sich eine Aussicht über die diversen Hügel des Juras bis zu den Vogesen.
Von Boncourt erreicht man den Aussichtsturm in ca. 15 Minuten.

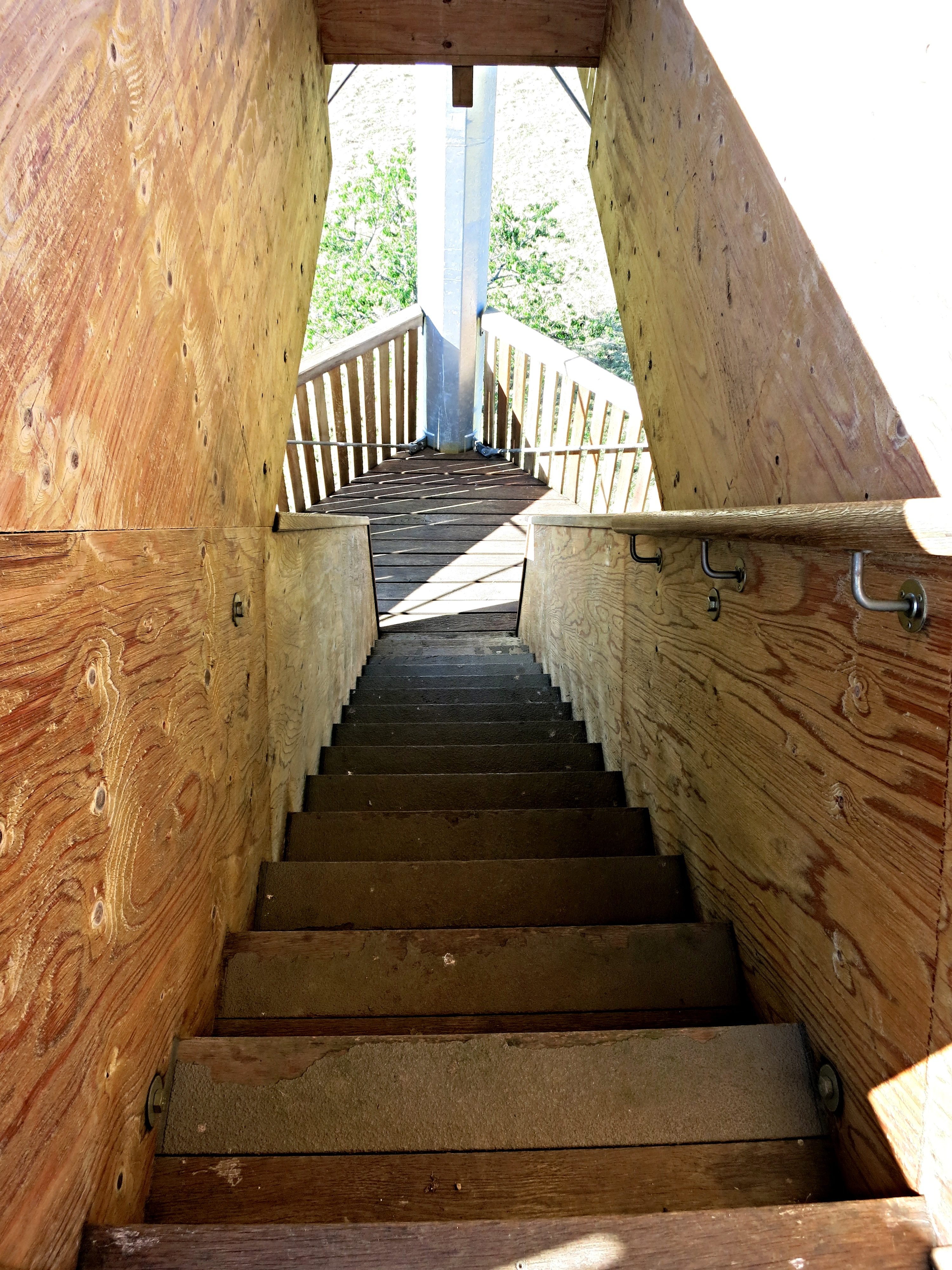
Treppen
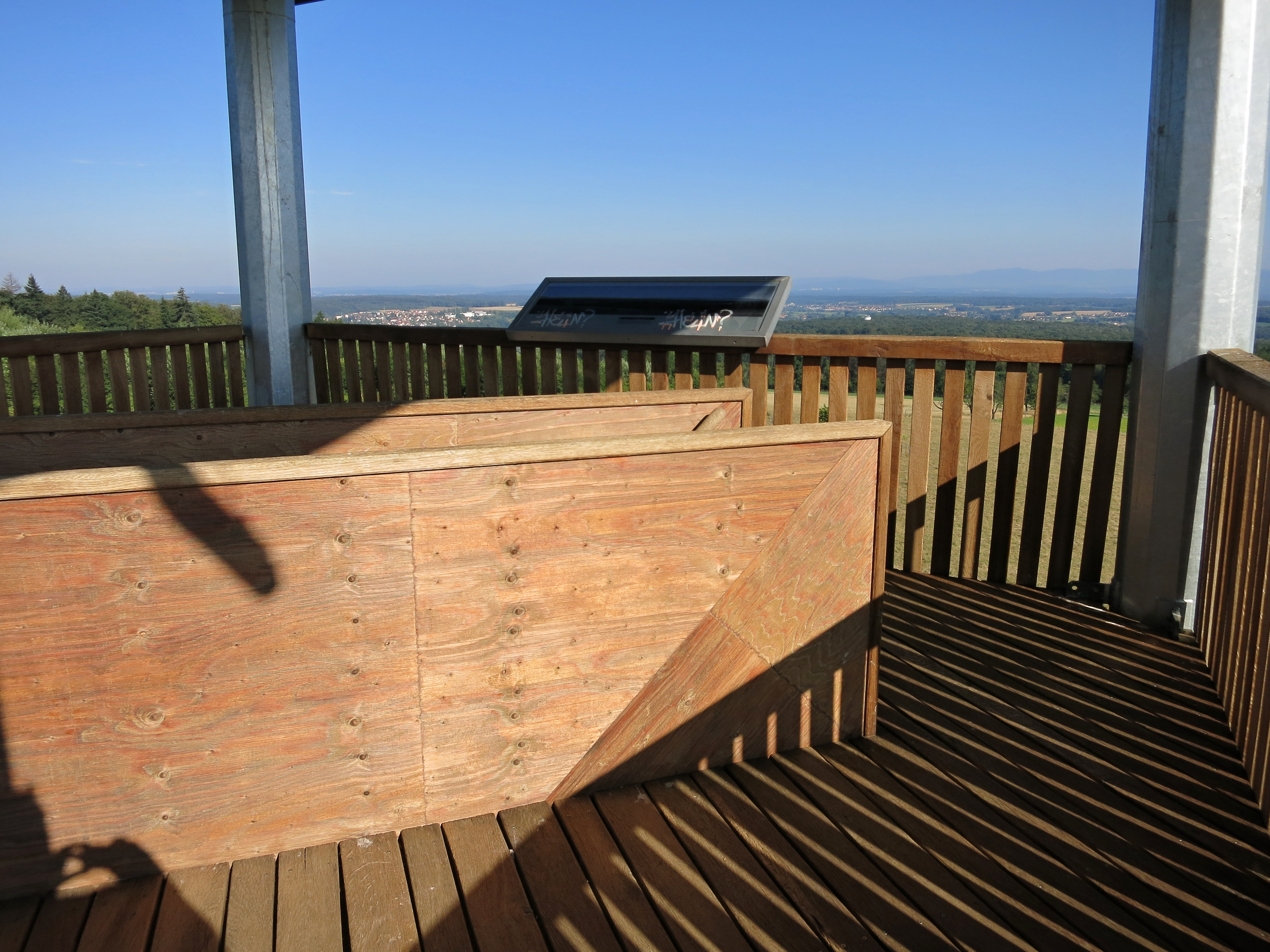
Aussichtsplattform